# Chad & Jeremy

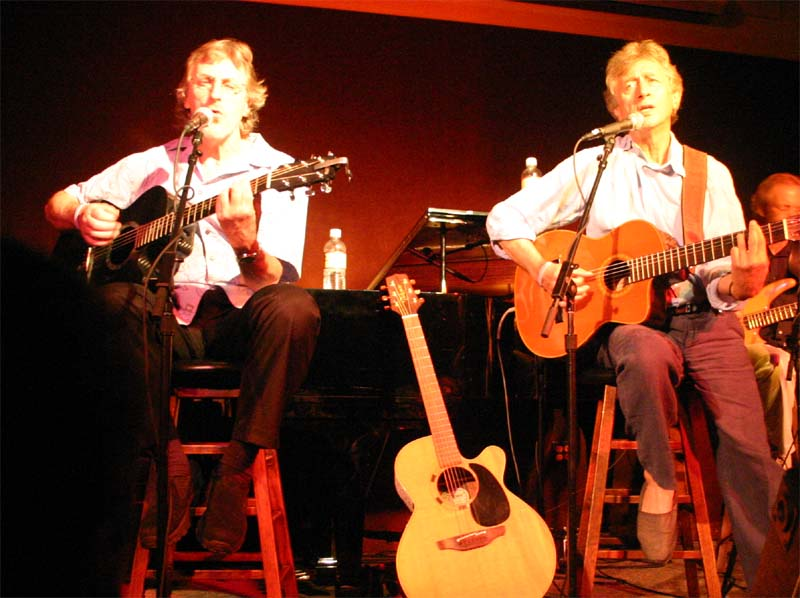
Chad & Jeremy (2005)

Chad & Jeremy är en brittisk folkrockduo som består av Chad Stuart, (född David Stuart Chadwick 10 december 1941 i Windermere, Cumbria, England) och Jeremy Clyde, (född Michael Thomas Jeremy Clyde 22 mars 1941 i Dorney, Buckinghamshire, England). Gruppen kan sägas tillhöra den så kallade brittiska vågen och var en av de många brittiska grupper som slog igenom i USA på 1960-talet. De blev mest kända för låtarna "Yesterday's Gone" och "A Summer Song". Duon upplöstes 1967, men återförenades 1983 och 2003.

## Diskografi (urval)
Album
- 1964 – Yesterday's Gone
- 1965 – Sing For You
- 1965 – Before and After
- 1965 – I Don't Want To Lose You Baby
- 1966 – Distant Shores
- 1967 – Of Cabbages and Kings
- 1968 – The Ark
- 1969 – Three in the Attic
- 1983 – Chad Stuart & Jeremy Clyde
- 2008 – Ark-eology
- 2012 – Reflection: Live In Concert

Singlar
- 1963 – "Yesterday's Gone" / "Lemon Tree" (UK #37)
- 1964 – "Like I Love You Today" / "Early in the Morning"
- 1964 - "A Summer Song" / "No Tears for Johnnie"
- 1964 – "Willow Weep For Me" / "If She Were Mine"
- 1965 – "If I Loved You" / "Donna, Donna"
- 1965 – "What Do You Want With Me?" / "A Very Good Year"
- 1965 – "Before And After" / "Fare Thee Well (I Must Be Gone)"
- 1965 – "I Have Dreamed" / "Should I"
- 1965 – "From A Window" / "My Coloring Book"
- 1965 – "I Don't Wanna Lose You, Baby" / "Pennies"
- 1965 — "September in the Rain" / "Only for the Young"
- 1966 – "Teenage Failure" / "Early Mornin' Rain"
- 1966 – "Adesso Si" / Nessuno Più Di Me"
- 1966 – "Distant Shores" / "Last Night"
- 1966 – "You Are She" / "I Won't Cry"
- 1967 – "Painted Dayglow Smile" / "Editorial (Vocal)"
- 1968 – "Sister Marie" / "Rest in Peace"
- 1969 – "Paxton Quigley's Had The Course" / "You Need Feet (You Need Hands)"
- 1983 – "Zanzibar Sunset" / "Dreams"